# Йокояма Масафумі
Йокояма Масафумі (яп. 横山 正文, нар. 10 квітня 1956, Наґасакі) — японський футболіст, що грав на позиції нападника.

## Клубна кар'єра
Грав за команду Ніппон Стіл.

## Виступи за збірну
Дебютував 1979 року в офіційних матчах у складі національної збірної Японії. У формі головної команди країни зіграв 31 матчі.

## Статистика
Статистика виступів у національній збірній.
| Збірна Японії | Збірна Японії | Збірна Японії |
| Роки          | Ігри          | голи          |
| ------------- | ------------- | ------------- |
| 1979          | 1             | 0             |
| 1980          | 12            | 2             |
| 1981          | 9             | 6             |
| 1982          | 1             | 0             |
| 1983          | 7             | 2             |
| 1984          | 1             | 0             |
| Усього        | 31            | 10            |